# Epistreptus subsericeus
Epistreptus subsericeus är en mångfotingart som först beskrevs av Henri W. Brölemann 1902.  Epistreptus subsericeus ingår i släktet Epistreptus och familjen Spirostreptidae. Inga underarter finns listade i Catalogue of Life.